# Anticipation
Anticipation is een videospel voor de Nintendo Entertainment System. Het spel werd uitgebracht in 1988. Het spel kan met van één tot vier spelers gespeeld worden.

## Ontvangst
| Beoordeeld door  | Datum           | Score |
| ---------------- | --------------- | ----- |
| Defunct Games    | 8 augustus 2009 | 85%   |
| Game Freaks 365  | 2005            | 77%   |
| Power Play       | februari 1990   | 65%   |
| NES Center       | 2001            | 45%   |
| Just Games Retro | 22 juli 2001    | 15%   |